# Banquete del Faisán

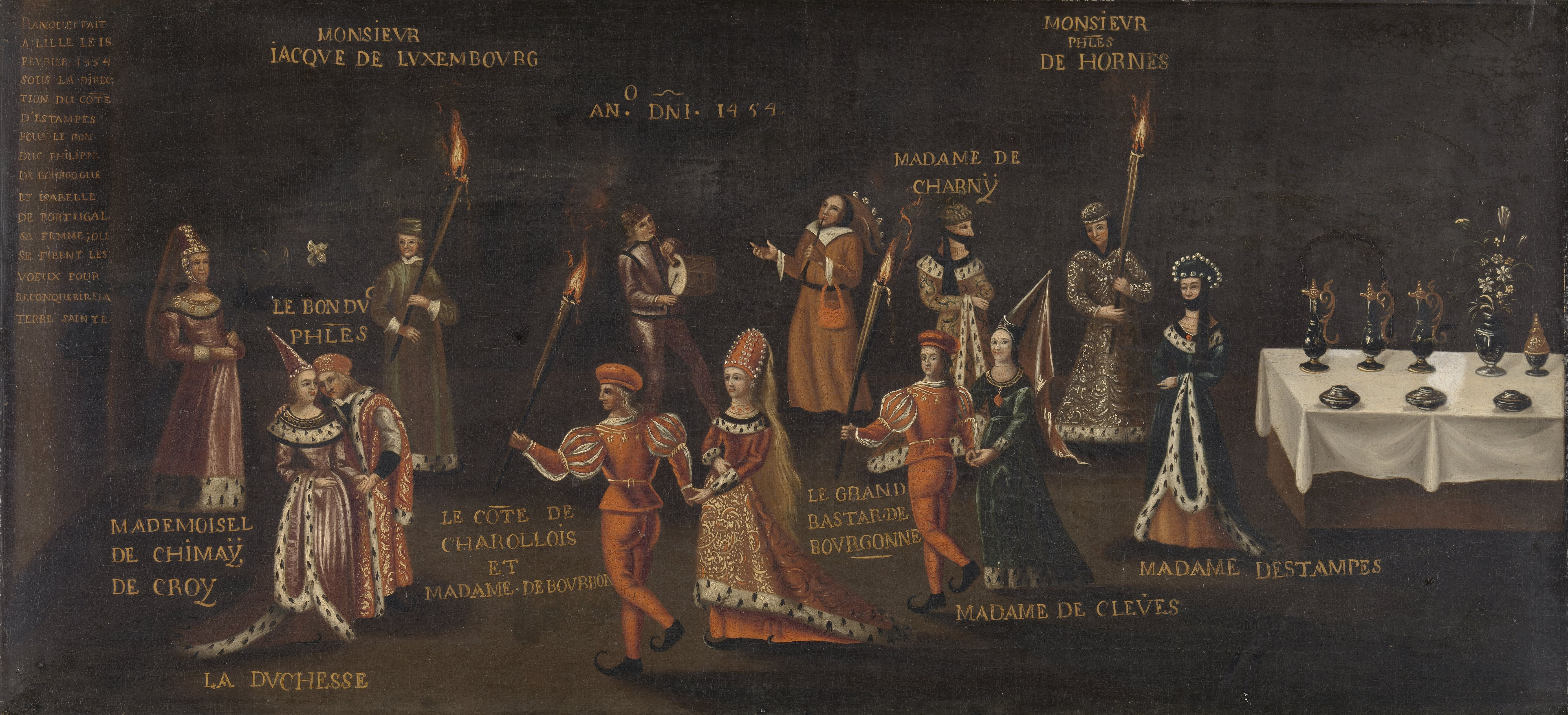
Pintura anónima del que muestra a los participantes del Banquete del Faisán.

El Banquete del Faisán (en francés Banquet du Vœu du faisan) fue un banquete organizado por Felipe el Bueno, duque de Borgoña, el 17 de febrero de 1454 en Lille. Su propósito era promover una cruzada contra los turcos, que habían tomado Constantinopla el año previo. La cruzada nunca tuvo lugar.
Las crónicas contemporáneas del banquete (notablemente las Memorias de Olivier de la Marche y las Crónicas de Mathieu d'Escouchy) nombran y describen en detalle los lujosos entretenimientos durante la comida e incluso las varias piezas de música que se tocaron, incluyendo quizás el motete de Dufay Lamentatio sanctae matris ecclesiae Constantinopolitanae. En un momento, según las crónicas, un actor vestido de mujer en ropa de satén blanco, personificando a la Iglesia de Constantinopla (según una hipótesis, el mismo Olivier de la Marche) entró en la sala del banquete a lomos de un elefante dirigido por un gigante sarraceno, para recitar una "queja y lamento en una voz femenina y pía" ("commença sa complainte et lamentacion à voix piteuse et femmenine"), pidiendo la ayuda de los Caballeros del Toisón de Oro. Se hipotetiza que este fue el momento en que se representó el motete de Dufay aunque algunos autores conjeturan que fue solo el momento que lo inspiró y que el motete fue de hecho escrito más tarde.
También se representó música de Gilles Binchois con la participación de 24 músicos tocando dentro de un pastel enorme, así como una exhibición equina con los animales marchando hacia atrás. 
Los participantes juraron el Vœux du faisan ("juramento del faisán") siguiendo la tradición de los "juramentos de pájaros" de la Francia bajomedieval popularizados en el romance del siglo XIV Voeux du paon.

## Discografía
- Le Banquet du Voeu, 1454,  Music at the Court of Burgundy, Ensemble Gilles Binchois – Dominique Vellard, Virgin Classics 91441, Virgin Veritas 59043.